# تپه قلعه هیجانان
تپه قلعه هیجانان مربوط به دوره اشکانیان است و در شهرستان سقز واقع شده و این اثر در تاریخ ۱۰ دی ۱۳۸۱ با شمارهٔ ثبت ۶۸۵۱ به‌عنوان یکی از آثار ملی ایران به ثبت رسیده است.

## نشانی
کردستان، سقز، شهرستان سقز، بخش مرکزی، دهستان تموغه، جنوب روستای هیجانان